# Call Level Interface
Pour les articles homonymes, voir CLI.
En informatique, la Call Level Interface ou CLI (traduction: interface de niveau appels) est une interface de programmation normalisée qui permet à des applications informatiques de manipuler des bases de données mises à disposition par des systèmes de gestion de base de données.
La norme a été créée en 1992. En 2010 la quasi-totalité des systèmes de gestion de bases de données du marché offrent une telle interface de programmation. Ce qui permet de les manipuler depuis un logiciel applicatif par l'intermédiaire de bibliothèques logicielles courantes du marché telles que JDBC, ADO ou ODBC.